# ليونيل تشالمرز
ليونيل تشالمرز (بالإنجليزية: Lionel Chalmers)‏ مواليد 10 نوفمبر 1980 في ألباني، هو لاعب كرة سلة أمريكي بدأ مسيرته الاحترافية في سنة 2004. يبلغ طوله 6 قدم 0 بوصة (1.8 م).

## فرق لعب لها
- لوس أنجلوس كليبرز
- ساسكي باسكونيا
- دينامو باسكت ساساري
- باسكت سرقسطة 2002
- ينسي كراسنويارسك
- لوكوموتيف كوبان

## روابط خارجية
- ليونيل تشالمرز على موقع إن بي أي (الإنجليزية)
- ليونيل تشالمرز على موقع سبورتس رفرنس (الإنجليزية)
- ليونيل تشالمرز على موقع كرة السلة الأوروبية.كوم (الإنجليزية)
- ليونيل تشالمرز على موقع إي إس بي إن.كوم (الإنجليزية)
- ليونيل تشالمرز على موقع كلية كرة السلة في سبورتس رفرنس.كوم (الإنجليزية)
- ليونيل تشالمرز على موقع ريلجم (الإنجليزية)
- ليونيل تشالمرز على موقع بروبوليرز (الإنجليزية)
- ليونيل تشالمرز على موقع سبورتس رفرنس (الإنجليزية)
- ليونيل تشالمرز على موقع سبورتس رفرنس (الإنجليزية)